# Сідні Мак-Лафлін-Леврон
Сідні Мішель Мак-Лафлін-Леврон (англ. Sydney Michelle McLaughlin-Levrone; нар. 7 серпня 1999) — американська легкоатлетка, яка спеціалузіється в бар'єрному бігу, триразова олімпійська чемпіонка.
Тренується під керівництвом Боба Керсі.

## Спортивні досягнення
Чемпіонка світу в естафеті 4×400 метрів (2019).
Срібна призерка чемпіонату світу у бігу на 400 метрів з бар'єрами (2019).
Чемпіонка світу серед юнаків у бігу на 400 метрів з бар'єрами (2015).
Переможниця Олімпійських відбіркових змагань США (2021), на яких встановила новий світовий рекорд у бігу на 400 метрів з бар'єрами — 51,90.
Триразова рекордсменка світу з бігу на 400 метрів з бар'єрами у дорослій віковій категорії.
Багаторазова рекордсменка світу серед юніорів у бігу на 400 метрів з бар'єрами.
Учасниця Олімпійських ігор (2016), на яких брала участь у бігу на 400 метрів з бар'єрами та зупинилась на півфінальній стадії.

## Основні міжнародні виступи
| Рік             | Змагання                     | Місце проведення | Місце           | Дисципліна      | Результат       | Примітки        |
| Представник США | Представник США              | Представник США  | Представник США | Представник США | Представник США | Представник США |
| --------------- | ---------------------------- | ---------------- | --------------- | --------------- | --------------- | --------------- |
| 2015            | Чемпіонат світу серед юнаків | Калі             | 1               | 400 м з/б       | 55.94           | CR              |
| 2016            | Олімпійські ігри             | Ріо-де-Жанейро   | 1пф5            | 400 м з/б       | 56.22           |                 |
| 2019            | Чемпіонат світу              | Доха             | 2               | 400 м з/б       | 52.23           | PB              |
| 2019            | 1                            | 4×400 м          | 3:18.92         | WL              |                 |                 |
| 2021            | Олімпійські ігри             | Токіо, Японія    | 1               | 400 м з/б       | 51.46           | WR, OR          |
| 2021            | Олімпійські ігри             | Токіо, Японія    | 1               | 4×400 м         | 3:16.85         | SB              |
| 2022            | Чемпіонат світу              | Юджин, США       | 1               | 400 м з/б       | 50.68           | WR              |

## Визнання
- Легкоатлетка року в світі (2022)[10]